# Arrondissement di La Roche-sur-Yon
L'arrondissement di La Roche-sur-Yon è una suddivisione amministrativa francese, situata nel dipartimento della Vandea e nella regione dei Paesi della Loira.

## Composizione
L'arrondissement di La Roche-sur-Yon raggruppa 92 comuni in 11 cantoni:
- cantone di Chantonnay
- cantone di Les Essarts
- cantone di Les Herbiers
- cantone di Mareuil-sur-Lay-Dissais
- cantone di Montaigu
- cantone di Mortagne-sur-Sèvre
- cantone di Le Poiré-sur-Vie
- cantone di La Roche-sur-Yon-Nord
- cantone di La Roche-sur-Yon-Sud
- cantone di Rocheservière
- cantone di Saint-Fulgent